# زو (شیروان)
زو، روستایی از توابع بخش قوشخانه شهرستان شیروان در استان خراسان شمالی ایران است. مردم روستای زو به زبان ترکی خراسانی سخن می‌گویند.

## جمعیت
این روستا در دهستان قوشخانه بالا قرار دارد و براساس سرشماری مرکز آمار ایران در سال ۱۳۸۵، جمعیت آن ۲۴۴ نفر (۵۳ خانوار) بوده‌است.